# Lagtingets revisorer
Lagtingets revisorer (færøsk: Løgtingsgrannskoðarar) er de færøske statsrevisorer. Udvalget nedsættes af Lagtinget og består af fire medlemmer, der næsten altid kommer fra de fire store partier på Færøerne: Javnadarflokkurin, Tjodveldi, Sambandsflokkurin, Folkaflokkurin.

## Revisorer 2015-19
- Jónleif Johannesen, Javnadarflokkurin
- Óluva Klettskarð, Tjodveldi
- Magnus Rasmussen, Sambandsflokkurin
- Jørgen Niclasen, Folkaflokkurin